# 比利亞尼 (切爾尼夫齊區)
48°36′58″N 28°0′49″E / 48.61611°N 28.01361°E
比利亞尼（烏克蘭語：Біляни）是位於烏克蘭西南部的村莊，由文尼察州裡莫希利夫-波季利斯基区的切爾尼夫齊市鎮負責管轄。該村始建於1384年，面積41.37平方公里，海拔高度192米，2001年人口1,818。